# Gerdahallen

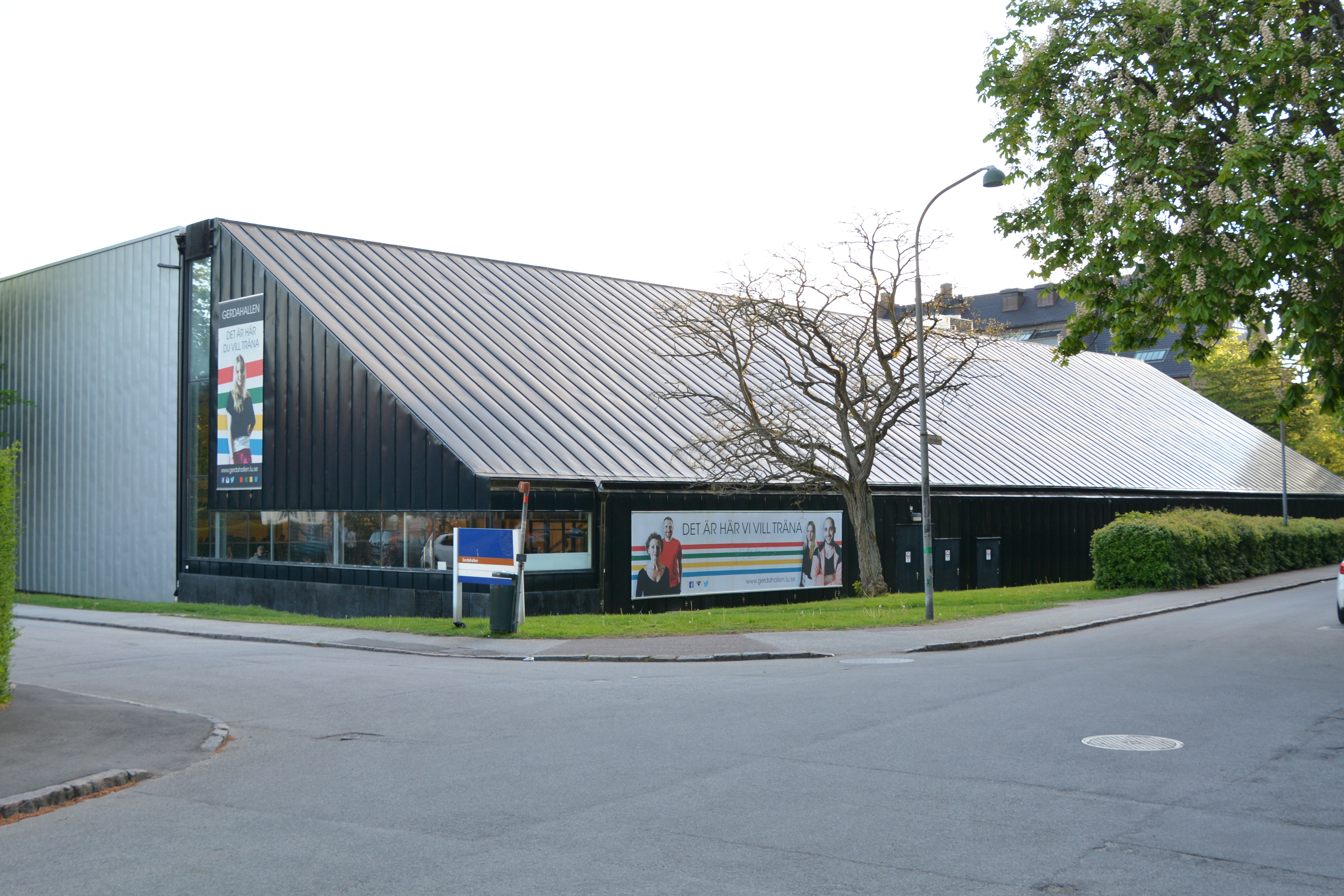
Gerdahallen

Gerdahallen är ett träningscenter i Lund som drivs av Stiftelsen för Motionsverksamhet vid Lunds universitet i samarbete med LUGI Motionsförening och har 14 000 medlemmar. Gerdahallens motionsverksamhet grundades av Stig Björnung som även grundade begreppet och träningsformen "Gympa" med sina träningsklasser på Palaestra vid Universitetsplatsen. Efter att Palaestra brunnit ned år 1980, tvingades makarna Andersén se sig om efter nya lokaler. I sina nya lokaler i Professorsstaden i Lund växte träningscentrat till en institution i Lunds motionsliv.
Under 80-talets senare del omvandlades de tre nybyggda tennisbanorna till styrkehall och olika former av gympingverksamhet. Lugi flyttade då sin tennisverksamhet till Vikingahallen.
Gerdahallen drivs som en stiftelse utan vinstintresse. Flera gånger per år hålls seminarier och workshops. Gerdahallen erbjuder även ledarskapsutbildning inom olika discipliner. Gerdahallen har sjukgymnastikavdelning som är integrerad i kärnverksamheten. 
Paret Andersén, gick i pension år 2005 och efterträddes av Anders Faager som VD. 2013 gick Faager i pension och efterträddes 2014 av Ingvar Wirfelt. Idag är Rickard Benediktsson VD. 
Gerdahallen brottas med ekonomiska bekymmer efter en kostsam renovering av ventilationsystemet 2012 och dessutom tappar man motionärer fram till 2015. Wirfelt hoppar av som VD och i oktober 2015 tillträder sjukgymnasten Rickard Benediktsson som VD.
Gerdahallens lokaler idag har sina ursprungliga rötter från 1929 när Tennishallen inklusive bostad, konferensrum och omklädningsrum donerades till Lunds Universitet och Lunds Studentkår. Detta gjordes tack vare en stor satsning från ett antal olika donatorer varav Wallenbergstiftelsen var den största och den Filénska fonden den näst största. Salomon-Sörensen ritade och Töreboda Träkonstruktion byggde hallen med två tennisbanor. Idag är tennishallen Sveriges näst äldsta tennishall. Under 1970-talet byggdes tre nya tennisbanor i anslutning till de två ursprungliga banorna. Dessa tre nya banor var ritade av Christer Wiberg.